# Lars Larsson (konstnär)
Lars Bertil Ramsjö Larsson, född 6 mars 1917 i Stafsinge i Hallands län, död 7 december 1991 i Lidingö, var en svensk målare. 
Han var son till lantbrukaren J.B. Larsson och Alma Larsson och från 1950 gift med Ellen Ulla Sofia Gråå. Larsson studerade vid Slöjdföreningens skola i Göteborg och för Nils Nilsson vid Valands målarskola samt för Gunnar Svensson och Sven Erixson vid Konsthögskolan i Stockholm 1944–1949 samt under studieresor till Grekland, Egypten, Palestina och Frankrike. Han medverkade i ett flertal grupp- och samlingsutställningar på Galleri Brinken, Borås konsthall och med Sveriges allmänna konstförening. Hans konst består av interiörer i gouache, akvarell eller olja.